# Contea di Baringo
La contea di Baringo è una della 47 contee del Kenya situata nell'ex Provincia della Rift Valley. Al censimento del 2019 ha 
una popolazione di 666.736 abitanti. Il capoluogo della contea è Kabarnet. Altre città importanti sono: Eldama Ravine,  Marigat, Mogotio e Kabartonjo.